# Jaromír Hanzlík

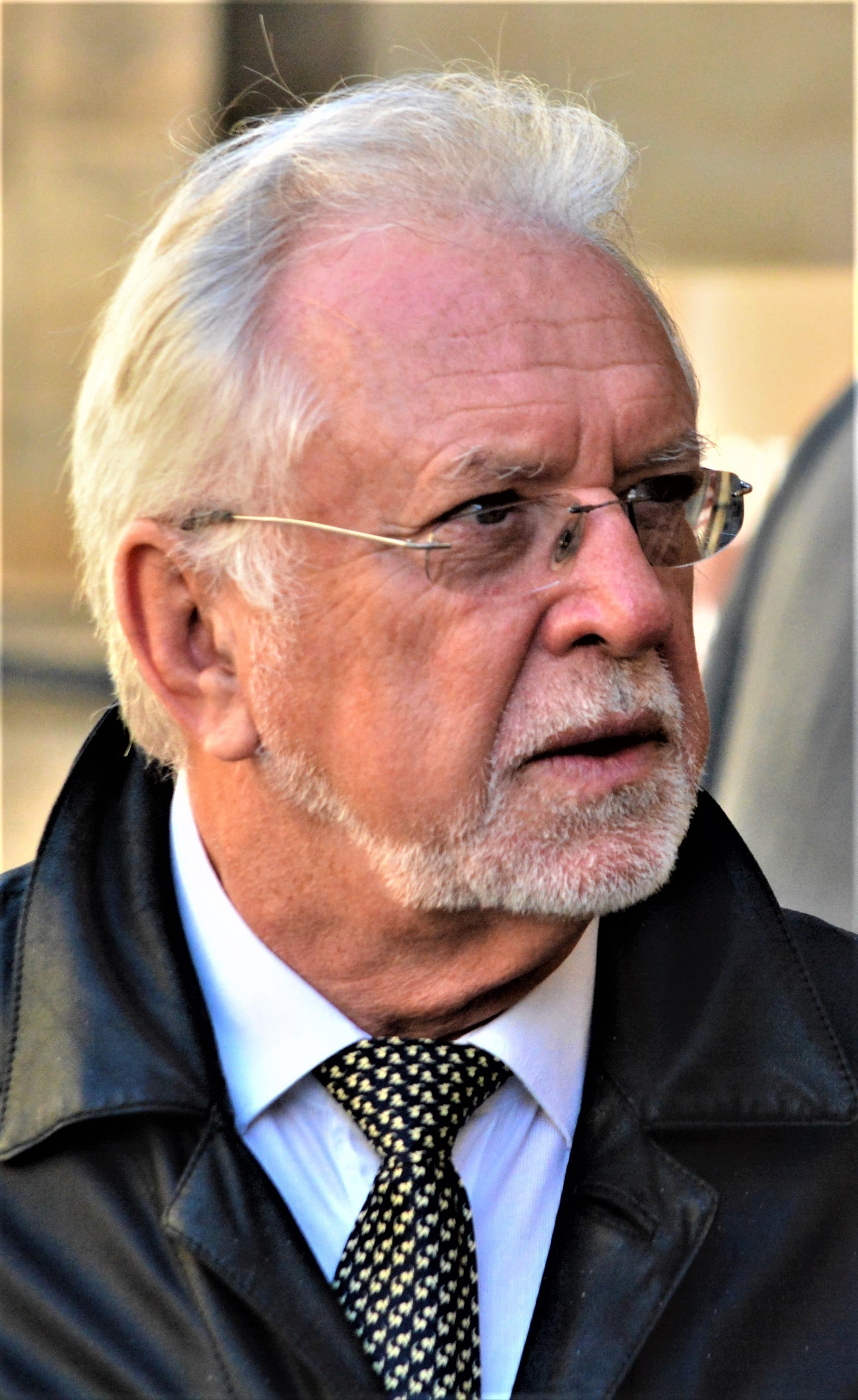
Jaromír Hanzlík, 2019

Jaromír Hanzlík (* 16. Februar 1948 in Český Těšín, Tschechoslowakei) ist ein tschechischer Schauspieler.

## Leben
Hanzlík feierte sein Schauspieldebüt als Schüler des Prager Neruda-Gymnasiums, aus dessen Schulklassen das nationale Fernsehen gelegentlich jugendliche Darsteller engagierte. Filmregisseur Zdeněk Sirový sah eines seiner Frühwerke und bot dem 16-jährigen die Hauptrolle in dem Film Das finnische Messer an, bei dem er an der Seite seines Vaters František spielte. Sein Vater war es auch, der ihm zwei Jahre später zur Rolle des Studenten Vojta in Otakar Vávras preisgekrönter Romanze für Flügelhorn riet. Der Film machte Hanzlík noch während seiner Schulzeit über die Landesgrenzen der Tschechoslowakei bekannt.
Im Juni 1966 beendete Hanzlík das Abitur und arbeitete anschließend als Darsteller am Theater an den Weinbergen, wo er in klassischen Stücken auftrat. Nebenbei startete er auch eine Film- und Fernsehkarriere, spielte bevorzugt jugendliche Liebhaber und wurde vor allem mit der Titelrolle des Jindřich Mráček in Wie soll man Dr. Mráček ertränken? (1974) populär. In der Fernsehserie Luzie, der Schrecken der Straße (1980) spielte er den Vater der Titelheldin.

## Filmografie
- 1965: Das finnische Messer (Finský nůž)
- 1966: Wagen nach Wien (Kočár do Vídně)
- 1966: Romanze für Flügelhorn (Romance pro křídlovku)
- 1969: Majestäten und Kavaliere (Slasti otce vlasti)
- 1970: Der Mörder auf den Schienen (Na kolejích čeká vrah)
- 1971: 1:0 für Jitka (Metráček)
- 1972: Mitternachtskolonne (Půlnoční kolona)
- 1974: Wie soll man Dr. Mráček ertränken? oder Das Ende der Wassermänner in Böhmen (Jak utopit doktora Mráčka aneb Konec vodníků v Čechách)
- 1974: Der letzte Ball auf der Schwimmschule (Poslední ples na rožnovské plovárně)
- 1974: Menschen der Metro (Lidé z metra)
- 1975: Zwei Mann zur Stelle (Dva muži hlásí příchod)
- 1976: Sommer mit einem Cowboy (Léto s kovbojem)
- 1978: Die Frau hinter dem Ladentisch (Žena za pultem) (TV-Serie)
- 1978: Das Krankenhaus am Rande der Stadt (Nemocnice na kraji města) (TV-Serie)
- 1978: Das Geheimnis der stählernen Stadt (Tajemství Ocelového města)
- 1979: Gesichter hinter Glas (Tvář za sklem)
- 1980: Unser Kosmos (Cosmos: A Personal Voyage) Folge 3 "Die Harmonie der Welten" als Johannes Kepler
- 1980: Kurzgeschnitten (Postřižiny)
- 1980: Luzie, der Schrecken der Straße (Lucie, postrach ulice)
- 1983: Das Wildschwein ist los (Slavnosti sněženek)
- 1984: Ein Haus mit tausend Gesichtern (My všichni školou povinní)
- 1989: Ende der alten Zeiten (Konec starých časů)
- 1990: Nur in Familienangelegenheiten (Jen o rodinných záležitostech)
- 1993: Wettstreit im Schloß (Nesmrtelná teta)
- 1997: Die Perlenprinzessin (O perlové panně)
- 2015: Der Kronprinz